# Archives nationales du monde du travail
 (septembre 2022).
Les Archives nationales du monde du travail (ANMT) sont un service à compétence nationale du ministère français de la culture, sis à Roubaix (Hauts-de-France). 

## Histoire

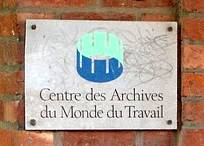
Logo du CAMT.

Elles sont inaugurées et ouvertes au public en octobre 1993, sous le nom de Centre des archives du monde du travail (CAMT). Celui-ci devient un service à compétence nationale le 1er janvier 2007, prenant alors le nom d'Archives nationales du monde du travail (ANMT).

## Missions
Elles ont pour mission de conserver et de communiquer au public des archives définitives provenant d'entreprises, de syndicats et plus généralement de personnes ou d'organismes ayant eu des activités économiques et sociales.

## Site et bâtiment
Les ANMT sont implantées dans l'ancienne filature Motte-Bossut. Cette usine a fermé ses portes en 1981. Inscrite à l'inventaire supplémentaire des monuments historiques depuis 1978, elle a été acquise par la commune qui en a cédé le corps central à l'État en 1984 pour accueillir la nouvelle institution. Les travaux de réhabilitation de la filature n'ont toutefois commencé qu'en 1989, sous la direction de l'architecte Alain Sarfati, jusqu'en 1993.

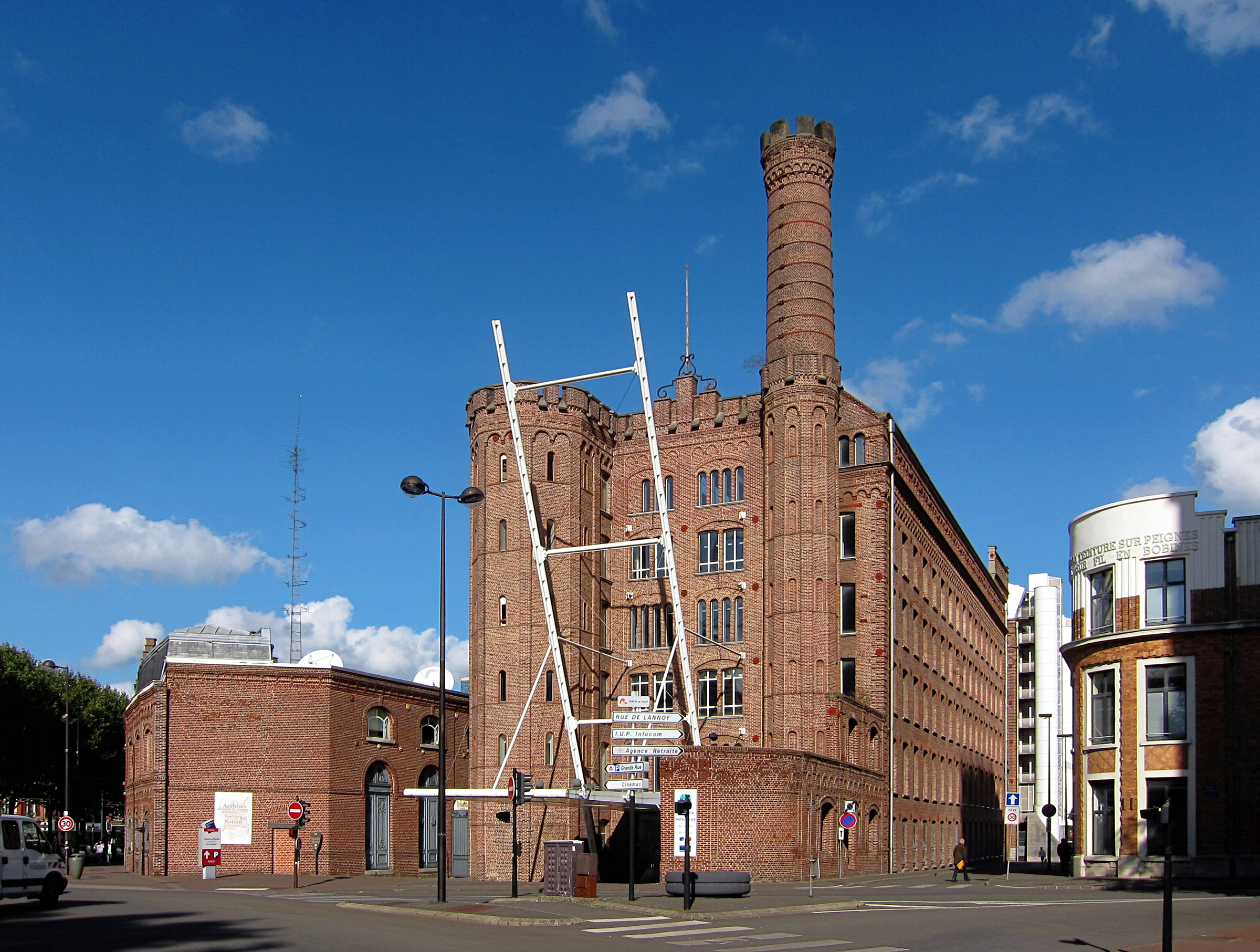
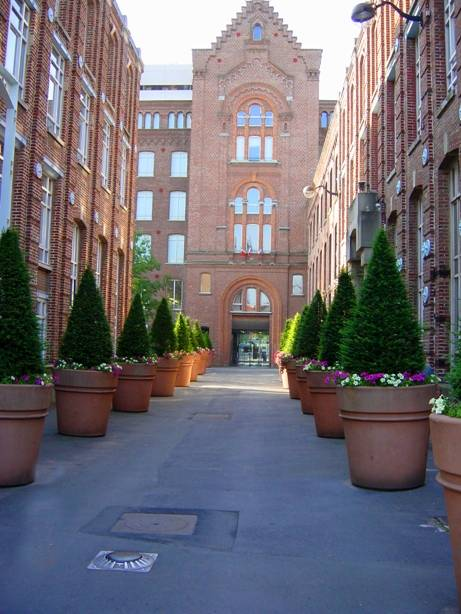
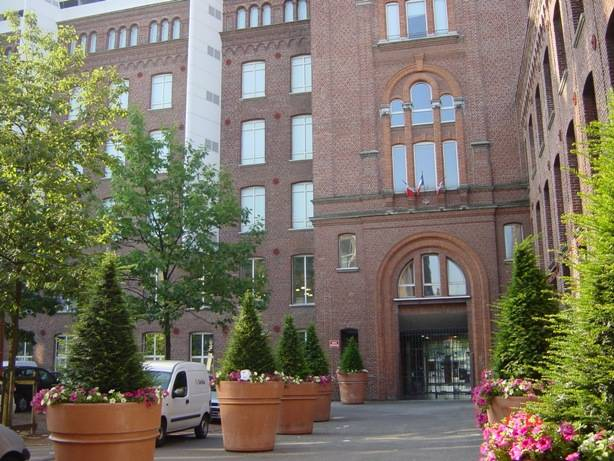
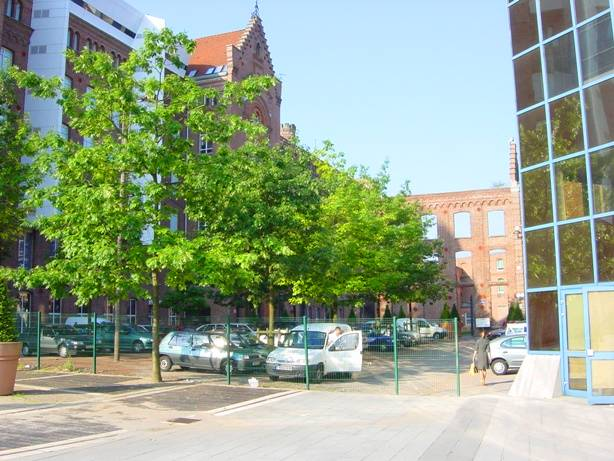
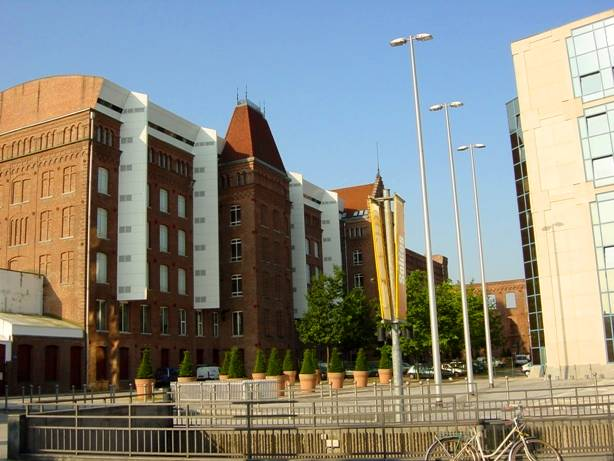

## Direction
- 2007-2011 : Françoise Bosman (d)[b]
- 2012-2016 : Louis Le Roc'h Morgère (d)[c]
- 2016-2020 : Anne Lebel[1],[2]
- 2020-2023 : Corinne Porte (d)[3]
- depuis 2024 : Laure Franek (d)[d]

## Publications(extraits du site)
- 1996 : 
  - C.E. c'est nous : les comités d'entreprise ont 51 ans (exposition, 22 mai - 20 décembre 1996)
- 1997 : 

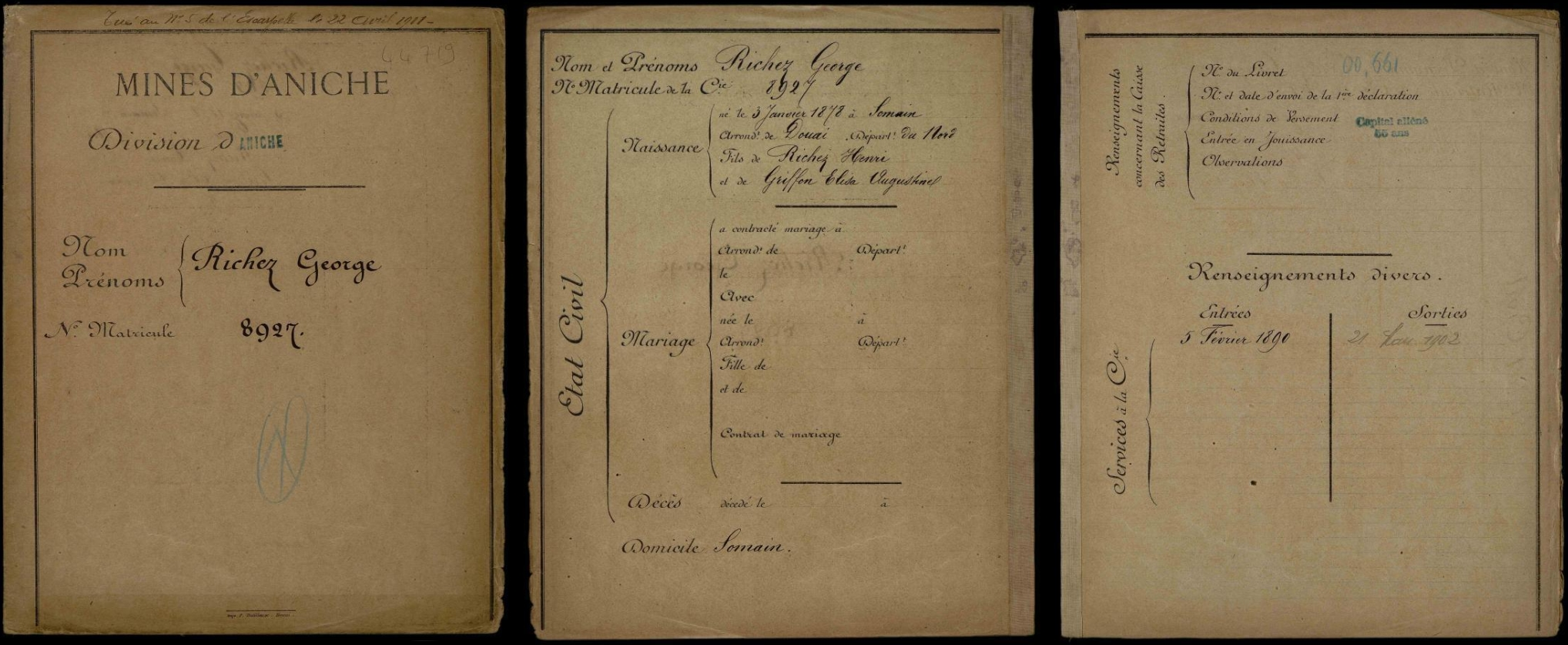
Dossier de George Richez à la Compagnie des mines d'Aniche.

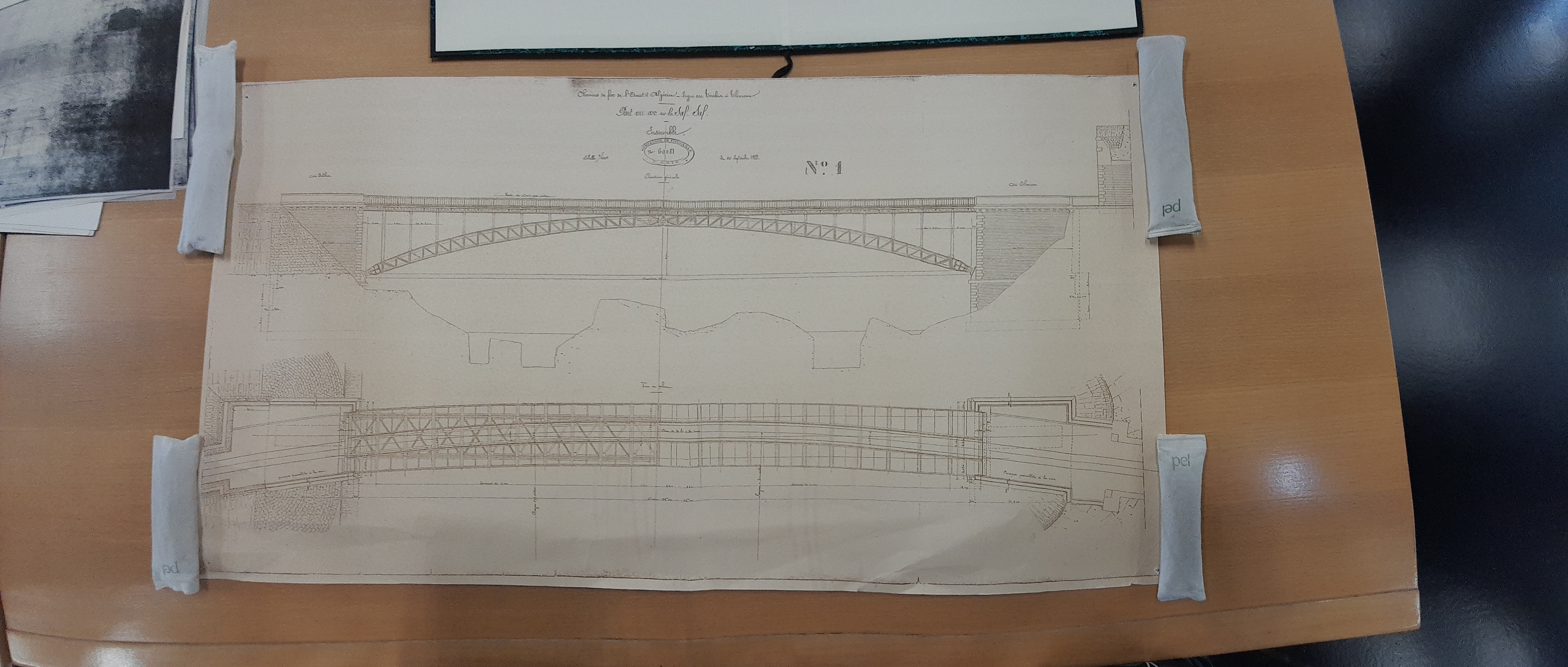
Pont en arc sur la Saf-Saf (plan de la compagnie de Fives-Lille, 1888) aux Archives nationales du monde du travail.

  - L'enfance des comités d'entreprise : de leur genèse dans les conditions de la défaite de 1940 à leur enracinement dans les années 1950 (colloque, 22 - 23 mai 1996)
  - Le Nord de la France, laboratoire de la ville : trois reconstructions, Amiens, Dunkerque, Maubeuge (colloque, 6 mars 1997)
- 2001
  - Chrétiens et ouvriers en France : 1937-1970 (colloque, 13 - 15 octobre 1999)
- 2002
  - 100 ans du Paris-Roubaix. Patrimoine d'un siècle
  - Roland Simounet, architecte : Carnet de croquis
  - Les 100 ans du Tour de France : 1993-2003
- 2004
  - Les sources de l'histoire de la Commune de Paris et du mouvement communaliste : 1864-1880
  - Couleur, travail et société : du Moyen Âge à nos jours (exposition, 5 novembre 2004 - 31 janvier 2005)
  - Petites histoires de la couleur et du travail : du Moyen Âge à nos jours
  - Les métamorphoses du sport du XXe au XXIe siècle : héritage, éthique et performances
  - Patrons textiles : un siècle de conduite des entreprises textiles à Roubaix-Tourcoing, 1900-2000
- 2005
  - Industries et commerces tchèques en France XIXe et XXe siècles
  - De longue haleine, gestes d'archives
  - La construction navale et sa mémoire : archives et patrimoine
  - Les archives des entreprises sous l'Occupation
  - Roubaix-Tourcoing et les villes lainières d'Europe
- 2006
  - Archives, archivistes et archivistique dans l'Europe du nord ouest du Moyen Âge à nos jours
  - Le sport : de l'archive à l'histoire
- 2007
  - La passion du social
- 2008
  - Usine à mémoire. Les Archives nationales du monde du travail
- 2010
  - Fonds Abbé Pierre, archives d'une vie. Les sources écrites personnelles
  - Images de sport, de l'archive à l'histoire
  - L'art du vide : Ponts d'ici et d'ailleurs, trois siècles de génie français, XVIIIe–XXe
  - La Fédération de l'Éducation nationale (1928-1992), histoire et archives en débat
- 2011
  - Cinquantenaire des accords d'Évian 1962
  - Jeu et enjeu culturels du sport
- 2012
  - L'Abbé Pierre 1912-2007 : frère des pauvres, provocateur de Paix
- 2014
  - À fond(s) la photo : photos et photothèques dans les archives économiques et sociales
  - Vies de cheval : du fond de la mine aux jeux équestres
  - Au fil des archives, le travail c'est tout un monde !
  - Le sucre, entre tentations et réglementations
- 2015
  - Industries, territoires et cultures en Europe du Nord-Ouest : XIXe – XXe siècles
  - Bonjour collègues ! La convivialité au travail de la fête des médaillés à la pause café
- 2016
  - 1946-2016, 70 ans de médecine du travail en Hauts de France
  - Les Munitionnettes : les femmes dans l'effort de guerre aux usines Delahaye
  - Camarades, photographies sociétale : Serge Grandvaux